# Andrea Rabito
Andrea Rabito (Monticello Conte Otto, 11 maggio 1980) è un allenatore di calcio, dirigente sportivo ed ex calciatore italiano, direttore sportivo, allenatore e responsabile del settore giovanile del Dueville.

## Carriera

### Giocatore

#### Club
Viene acquistato dal Milan dalle giovanili del Cavazzale all'età di 14 anni circa. Acquisisce esperienza nella serie cadetta dove si dimostra più utile come assist-man che come goleador. Dal 2001 al 2003 conquista tre promozioni in Serie A consecutivamente con Modena, Sampdoria e Livorno, ma in tutti i casi non viene confermato nella stagione successiva, non riuscendo pertanto ad esordire in massima serie.  Nella stagione al Modena (annata 2001-2002), al suo esordio in campionato, mise a segno la seconda rete del 2 a 0 contro il neo-retrocesso Bari.
Dopo altre tre stagioni in cadetteria con Ternana, Rimini ed AlbinoLeffe, nella stagione 2007-2008 accetta di scendere di categoria passando in Lega Pro Prima Divisione con il Padova, squadra per cui ha segnato 13 reti.
Nella prima giornata del campionato 2008-2009, giocata il 31 agosto 2008 contro il Legnano, viene schierato dal mister Sabatini dal primo minuto e realizza tre goal, centrando la sua prima tripletta in carriera. Al termine della stagione è vice-capocannoniere della sua squadra con 9 reti, dietro a Varricchio con 10 reti segnate, e la squadra veneta è promossa in serie B, conquistando così la sua quarta promozione. Al termine della stagione 2009-2010 ottiene la salvezza in Serie B, dopo i play-out contro la Triestina, chiudendo la stagione con 37 presenze e 2 gol.
Il 14 luglio 2011, dopo essere rimasto senza contratto, viene acquistato dalla Cremonese in Prima Divisione.
A fine stagione rimane nuovamente svincolato, e nel gennaio 2013 firma per il Formigine, formazione modenese del campionato di Serie D., dove disputa 14 partite e realizza 4 gol (doppiette alla dodicesima giornata nel 2-2 casalingo con la Pro Piacenza e all'ultima giornata nel 3-3 con la Fortis Juve). A fine stagione decide di lasciare la compagine emiliana.
Dopo essere rimasto nuovamente senza squadra, nel marzo 2014 accetta l'offerta della Marosticense, formazione vicentina, che milita nel campionato di Eccellenza.
In carriera ha disputato 191 presenze e 20 reti in Serie B.

#### Nazionale
Ha giocato con le Nazionali italiane Under-17 e Under-18, con quest'ultima ha disputato l'europeo di categoria 1998. In totale conta 5 presenze con le Nazionali giovanili.

### Allenatore e dirigente
Nel 2014 diventa l'allenatore delle giovanili del Dueville, formazione della Provincia di Vicenza. Successivamente, diventa anche responsabile del settore giovanile.
Nel 2020 viene nominato "individual coach" per l'intero settore giovanile del Vicenza.

## Statistiche

### Presenze e reti nei club
| Stagione        | Squadra         | Campionato | Campionato | Campionato | Coppe nazionali | Coppe nazionali | Coppe nazionali | Coppe europee | Coppe europee | Coppe europee | Altre coppe | Altre coppe | Altre coppe | Totale | Totale |
| Stagione        | Squadra         | Comp       | Pres       | Reti       | Comp            | Pres            | Reti            | Comp          | Pres          | Reti          | Comp        | Pres        | Reti        | Pres   | Reti   |
| --------------- | --------------- | ---------- | ---------- | ---------- | --------------- | --------------- | --------------- | ------------- | ------------- | ------------- | ----------- | ----------- | ----------- | ------ | ------ |
| 1999-2000       | Milan           | A          | 0          | 0          | CI              | 0               | 0               | UCL           | 0             | 0             | SI          | 0           | 0           | 0      | 0      |
| 2000-2001       | Reggiana        | C1         | 30+2       | 11         | CI-C            | -               | -               | -             | -             | -             | -           | -           | -           | 32     | 11     |
| 2001-2002       | Modena          | B          | 26         | 8          | CI              | 4               | 2               | -             | -             | -             | -           | -           | -           | 30     | 2      |
| 2002-2003       | Sampdoria       | B          | 21         | 1          | CI              | 6               | 0               | -             | -             | -             | -           | -           | -           | 27     | 1      |
| 2003-2004       | Livorno         | B          | 23         | 1          | CI              | 1               | 0               | -             | -             | -             | -           | -           | -           | 23     | 1      |
| 2004-2005       | Ternana         | B          | 20         | 1          | CI              | 3               | 0               | -             | -             | -             | -           | -           |             | 23     | 1      |
| 2005-2006       | Rimini          | B          | 23         | 2          | CI              | 2               | 0               | -             | -             | -             | -           | -           | -           | 25     | 2      |
| 2006-2007       | Albinoleffe     | B          | 26         | 3          | CI              | 2               | 3               | -             | -             | -             | -           | -           | -           | 28     | 6      |
| 2007-2008       | Padova          | C1         | 31         | 12         | CI-C            | ?               | 1               |               | -             | -             |             | -           | -           | 31     | 13     |
| 2008-2009       | Padova          | PD         | 33+4       | 9          | CI+CI-LP        | 4+0             | 2+0             | -             | -             | -             | -           | -           | -           | 41     | 9      |
| 2009-2010       | Padova          | B          | 35+1       | 2          | CI              | 1               | 0               | -             | -             | -             | -           | -           | -           | 35     | 2      |
| 2010-2011       | Padova          | B          | 17+1       | 2          | CI              | 2               | 0               | -             | -             | -             | -           | -           | -           | 20     | 2      |
| Totale Padova   | Totale Padova   |            | 116+6      | 25         |                 | 7               | 2               |               | -             | -             |             | -           | -           | 129    | 27     |
| 2011-2012       | Cremonese       | PD         | 19+1       | 3          | CI-LP           | 2               | 0               | -             | -             | -             | -           | -           | -           | 22     | 3      |
| gen.-giu. 2013  | Formigine       | D          | 14         | 4          | CI-D            | -               | -               | -             | -             | -             | -           | -           | -           | 14     | 4      |
| mar.-giu. 2014  | Marosticense    | Ecc.       | ?          | ?          | -               | -               | -               | -             | -             | -             | -           | -           | -           | ?      | ?      |
| Totale carriera | Totale carriera |            | 323        | 50         |                 | 27              | 8               |               | 0             | 0             |             | 0           | 0           | 350    | 58     |

## Palmarès
- Torneo di Viareggio: 1